# Lekkoatletyka na Letnich Igrzyskach Paraolimpijskich 2004 – trójskok kl. F12 mężczyzn
W  konkursie trójskoku kl. F12 (zawodnicy niedowidzący) mężczyzn podczas Letnich Igrzysk Paraolimpijskich 2004 rywalizowało ze sobą 9 zawodników.

## Wyniki

### Finał
| Poz. | Zawodnik            | Narodowość | Rezultat | Uwagi |
| ---- | ------------------- | ---------- | -------- | ----- |
| 1    | Duan Qifeng         | Chiny      | 15.30    | WR    |
| 2    | Alaksandr Kuźmiczow | Białoruś   | 14.59    |       |
| 3    | Iwan Kytsenko       | Ukraina    | 14.45    |       |
| 4    | Enrique Cepeda      | Kuba       | 14.39    |       |
| 5    | Ruslan Sivitski     | Białoruś   | 14.38    |       |
| 6    | Juan Viedma         | Hiszpania  | 13.90    |       |
| 7    | Igor Gorbenko       | Ukraina    | 13.66    |       |
| 8    | Fernando Gonzalez   | Kuba       | 13.14    |       |
|      | Stephane Bozzolo    | Francja    | DNS      |       |